# Hotel Inglaterra
El Hotel Inglaterra es el hotel más antiguo de Cuba y uno de los hoteles más conocidos de La Habana, especialmente por aparecer en la novela de Elmore Leonard, Cuba Libre.
Está localizado en el Paseo del Prado, número 416, entre San Rafael y San Miguel. Se prevé que será integrado en el grupo Marriott International el 31 de diciembre de 2019, cómo el Hotel Luxury Collection Inglaterra siendo el segundo hotel gestionado por una compañía estadounidense en Cuba desde la Revolución cubana.

## Historia
El hotel data de 1844, cuándo se levantó El Escauriza Saloon, también denominado El Café, que en 1863 fue vendida a Joaquín Payret, que la rebautizó El Louvre. En 1875, Payret vendió la cafetería para construir un teatro al otro lado de la calle.
El Café fue derribado para levantar el Gran Hotel de Inglaterra, un edificio de unas plantas neoclásicas que abrió el 23 de diciembre de 1875. Propiedad de Manuel López y González Urbano, en 1886 fue vendido a Francisco Villamil, que le añadió una segunda planta.
El general Antonio Maceo se hospedó en el hotel durante seis meses en 1890, Winston Churchill se alojó en diciembre de 1895 mientras estaba en Cuba como reportero militar durante la guerra de Cuba.
Fue renovado en 1901, instalándose electricidad, teléfonos, baños privados en cada habitación, y un enlace de telégrafo, y en 1914 se le añadió su última planta, junto con su icónica marquesina de vidrio. En 1931 cerró por el impacto de la Gran Depresión, reabriendo en 1939, siendo propiedad de la familia Solés, con Candido Solés cómo director general. Fue remodelado en 1973, 1981 y 1989.
El 19 de marzo de 2016 Hoteles Starwood  anunció que este se uniría a The Luxury Collection de Starwood, recibiendo autorización especial del Tesoro de los EE.UU para reformarlo.